# ساشو بيتروفسكاي
ساشو بيتروفسكاي (بالإنجليزية: Sasho Petrovski)‏ (5 مارس 1975 في أستراليا - ) هو لاعب كرة قدم أسترالي في مركز الهجوم. شارك مع منتخب أستراليا لكرة القدم. أما مع النوادي، فقد لعب مع سنترال كوست مارينرز وسيدني إف سي ونادي فاردار ونيوكاسل يونايتد جتس ووولونغونغ وKemblawarra Fury FC ‏ ونادي بيليستر وBankstown City FC ‏ وباراماتا باور ‏ ونادي باراماتا ‏ ونادي فيبورج.

## وصلات خارجية
- ساشو بيتروفسكاي على موقع الاتحاد الدولي (مؤرشف)  (الإنجليزية)
- ساشو بيتروفسكاي على موقع قاعدة بيانات كرة القدم.إي يو (الإنجليزية)
- ساشو بيتروفسكاي على موقع عالم كرة القدم.نت (الإنجليزية)